# Kapillaritet
Kapillaritet eller kapillär stighöjd är ett mått på markporernas sugkraft på vatten. Ju mindre porer, desto hårdare binds vattnet i marken. Kapillaritet beror huvudsakligen på kohesion och adhesion.

## Matematiskt samband
Sambandet mellan porstorlek och bindningstryck ser ut enligt följande:
{\displaystyle h_{t}={\dfrac {2\sigma \cos \phi }{\rho gr}}}
där
- ht = kapillär stighöjd eller tension (meter)
- r = markporens ekvivalentradie
- σ = vattnets ytspänning (0,07 N/m)
- ф = vattnets bindningsvinkel till materialet
- ρ = vattnets densitet (1000 kg/m3)
- g = tyngdaccelerationen (9,82 m/s2)

När markvattnet binds till en vanlig mineraljord (med hydrofila egenskaper), blir bindningsvinkeln 180 grader och {\displaystyle \cos \phi } blir då -1. Uttrycket kan då förenklas till:
{\displaystyle h_{t}\approx -{\dfrac {1,\!4*10^{-5}}{r}}}
Detta matematiska samband förklarar varför markvattnet finns i de små markporerna och markluften i de stora markporerna. Detta samband är också användbart för att tolka pF-kurvan.

## Organiska jordar
Organiska jordar har både hydrofila och hydrofoba egenskaper, vilket starkt påverkar vattnets bindningsvinkel till det organiska materialet. Vilka egenskaper som dominerar är helt beroende på markens vattenhalt. 

### Vid fuktiga förhållanden
Vid fuktiga förhållanden dominerar de hydrofila egenskaperna och markvattnet beter sig då på samma sätt som i en vanlig mineraljord, d.v.s. att markluften finns i de stora markporerna och markvattnet i de små markporerna.

### Vid torra förhållanden
Om den organiska jorden däremot tillåts att torka ut, får de hydrofoba egenskaperna övertaget. Då blir bindningsvinkeln nära 0 och uttrycket {\displaystyle \cos \phi } blir +1. Vi får då en kapillär sjunkhöjd, som kan matematiskt kan beskrivas: 
{\displaystyle h_{t}\approx +{\dfrac {1,\!4*10^{-5}}{r}}}
Det innebär i praktiken att markvattnet hamnar i de stora markporerna och markluften i de små markporerna. Har den organiska jorden väl fått hydrofoba egenskaper, får den ett stort bevätningsmotstånd och det blir mycket svårt att återfå de hydrofila egenskaperna under pågående växtodlingssäsong.